# Nikolaï Makovski
Pour les articles homonymes, voir Makovski.
Nikolaï Makovski (en russe : Николай Егорович Маковский) est né le 28 avril 1841 (10 mai dans le calendrier grégorien) à Moscou et est mort le 6 octobre 1886 (18 octobre dans le calendrier grégorien), à Saint-Pétersbourg. C'est un peintre russe, un des fondateurs de la société des Ambulants. Ses frères, Constantin et Vladimir et sa sœur Alexandra Makovskaïa étaient tous les trois peintres également .

## Biographie

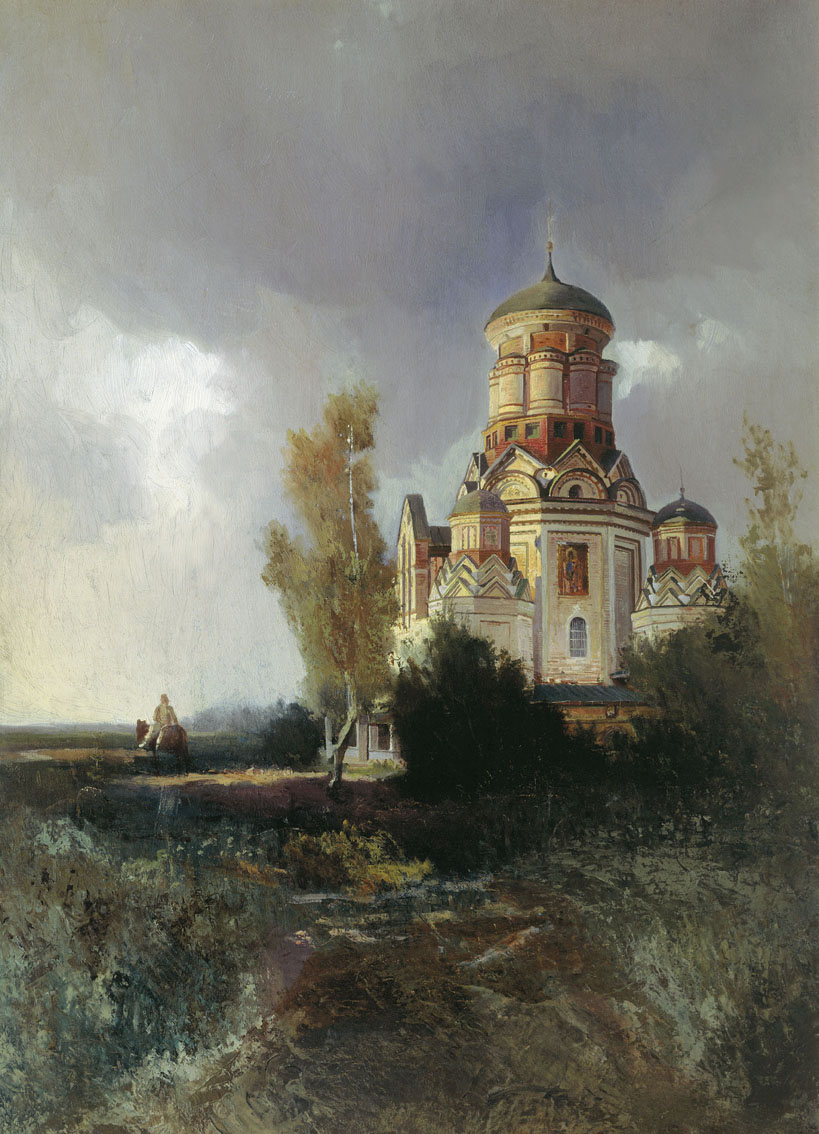
Église de la Décollation-de-Saint-Jean-le-Précurseur à Diakovo près de Moscou, (1872) — Galerie Tretiakov.

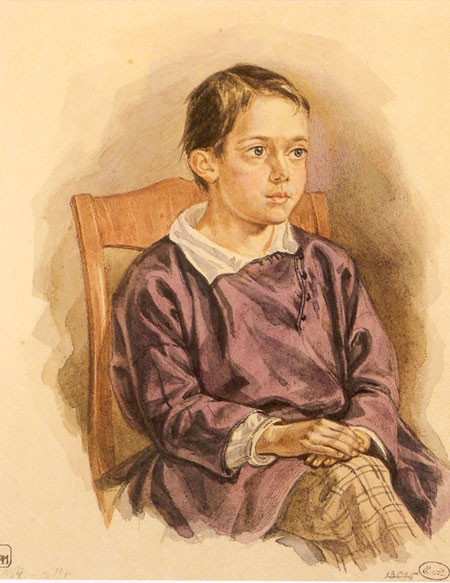
Nikolaï Makovski : aquarelle du fils du peintre par son père.

Nikolaï Makovski est né dans la famille Egor Makovski (ru) (1800—1866), comptable de profession, amateur d'art, collectionneur, et personnage public, un des fondateurs de l'École de peinture, de sculpture et d'architecture de Moscou. Nikolaï est le frère cadet d'Alexandra et de Constantin Makovski et frère aine du peintre Vladimir Makovski.
Après avoir commencé ses études au Palais de l'architecture de Moscou, de 1859 à 1866, il étudie à l'Académie russe des beaux-arts dans la section architecture et obtient à la fin du cycle le titre d'artiste libre avec le droit de faire exécuter des bâtiments. En 1865, pour un projet de construction d'une petite église en pierre dans un village de 150 paroissiens, il obtient une petite médaille d'argent de l'Académie russe des beaux-arts.   
Après avoir terminé ses études à l'Académie en 1866, il entre comme assistant architecte au Ministère de la Cour impériale. Mais il abandonne bientôt ses activités et commence à peindre. En 1870 on retrouve Nikolaï Makovski parmi les 15 artistes qui signent la charte des Ambulants. Il devient ainsi l'un des fondateurs de cette association. En 1872, il est exclu des Ambulants pour ne pas avoir participé aux expositions de celle-ci. C'est une période durant laquelle il voyage. Il n'a été admis à nouveau qu'en 1879.
En 1872, pour sa vue de l'église du village de Diakovo, gouvernement de Moscou il reçoit de l'Académie son titre d'artiste de classe III, et un an après pour sa Vue de Moscou il reçoit le titre du degré II. En 1873—1874 ensemble avec son frère Konstantin Makovski il part en voyage en Égypte, et organise aussi des séjours en Russie et en Ukraine, puis à Paris au sein de la colonie d'artistes russes, notamment là sous la direction d'Alexeï Bogolioubov.
La plupart de ses tableaux sont exposés sous forme d'expositions itinérantes durant ses périples. Ses meilleures toiles sont des Rue du Caire, Nijni Novgorod qui sont exposées à la Galerie Tretiakov.

## Galerie

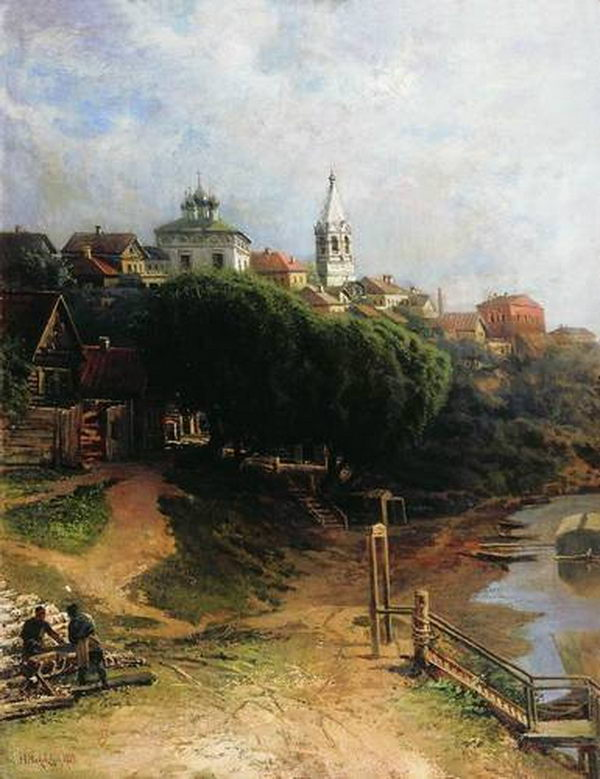
Vue de la ville, (1884) — Musée des beaux-arts de Tomsk.
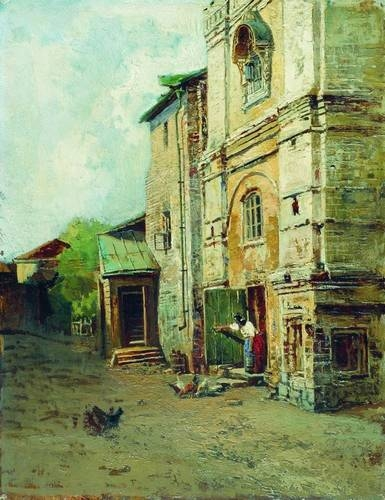
Au Métochion de Kroutitski, (avant 1886) — Galerie Tretiakov.
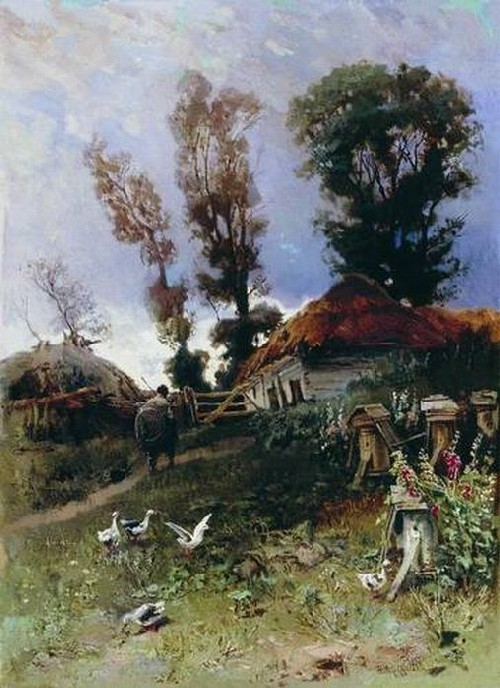
Rucher, (1882) — Musée d'art de Kharkov.
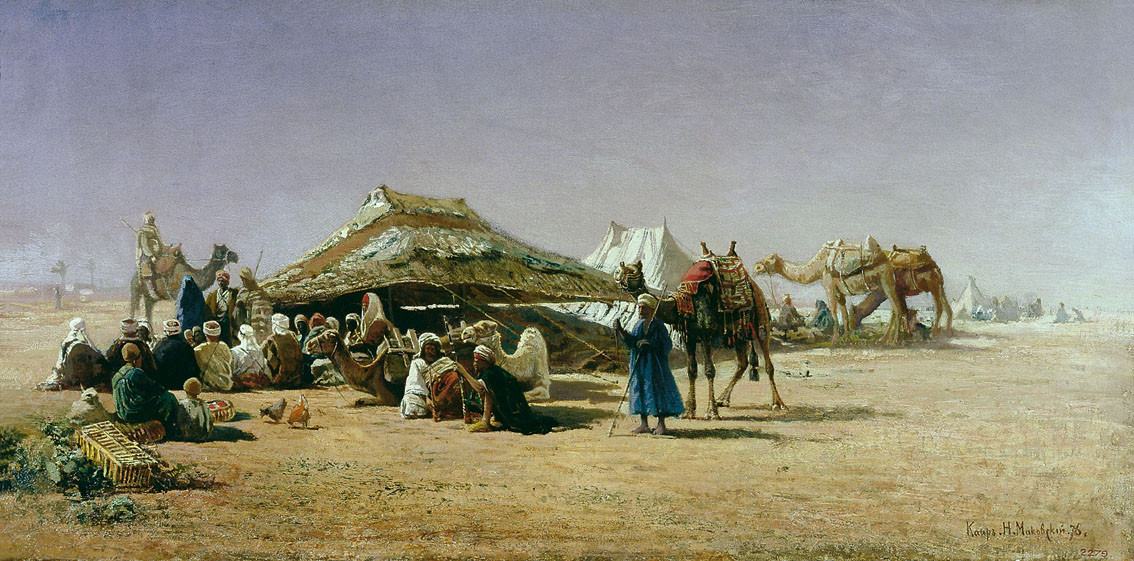
Le Caire, (1876) — Galerie nationale de la République des Komis .
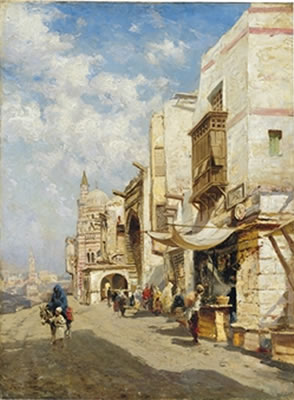
Le Caire, (1877) — Collection privée.
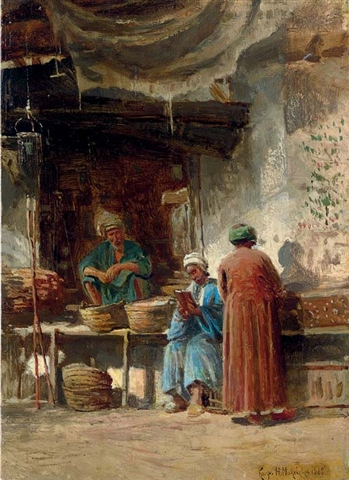
Scène d'étude au Caire, (1885) — Collection privée.
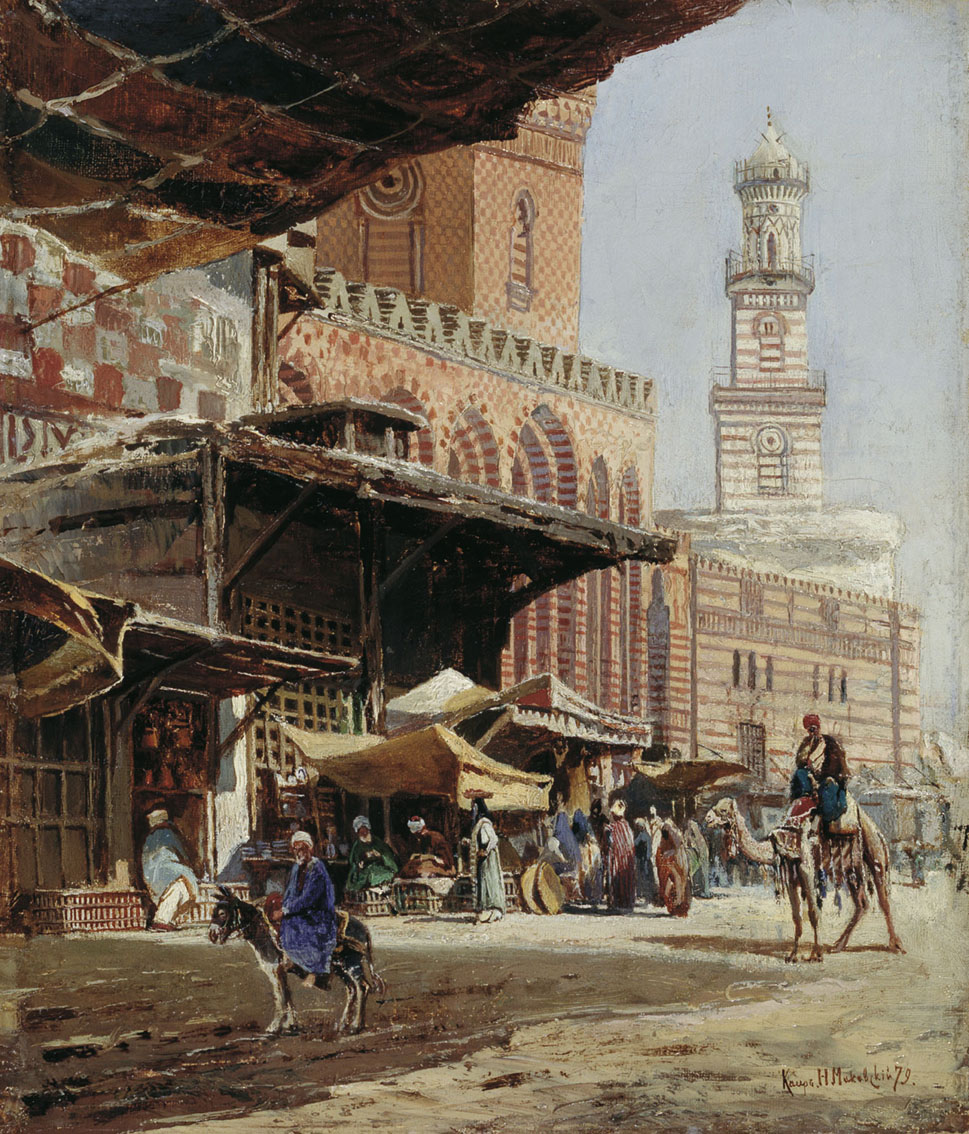
Le Caire, (1879) — Tchouvachie, musée des beaux arts.
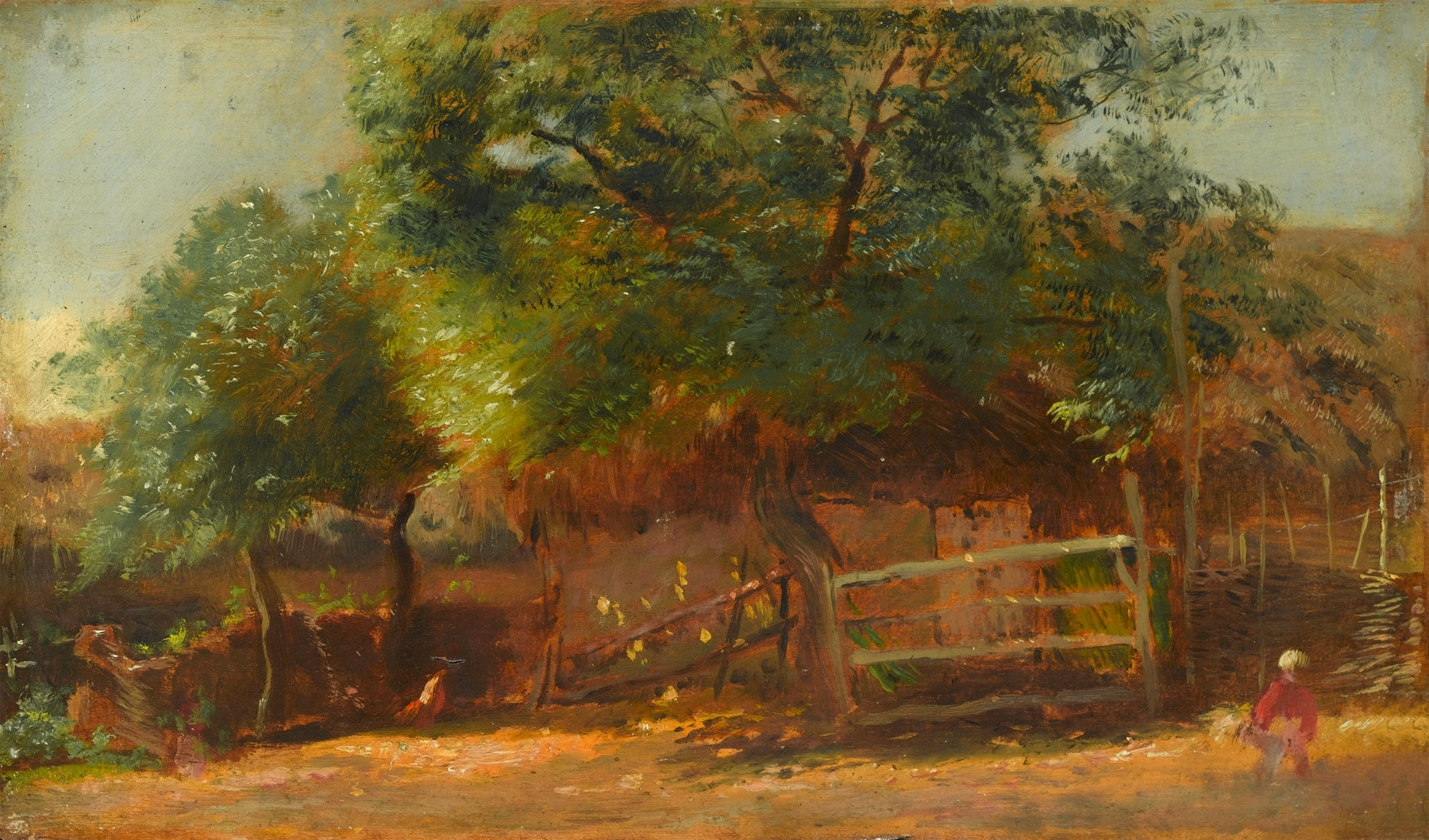
Cour de ferme, (avant 1886) — Collection privée.
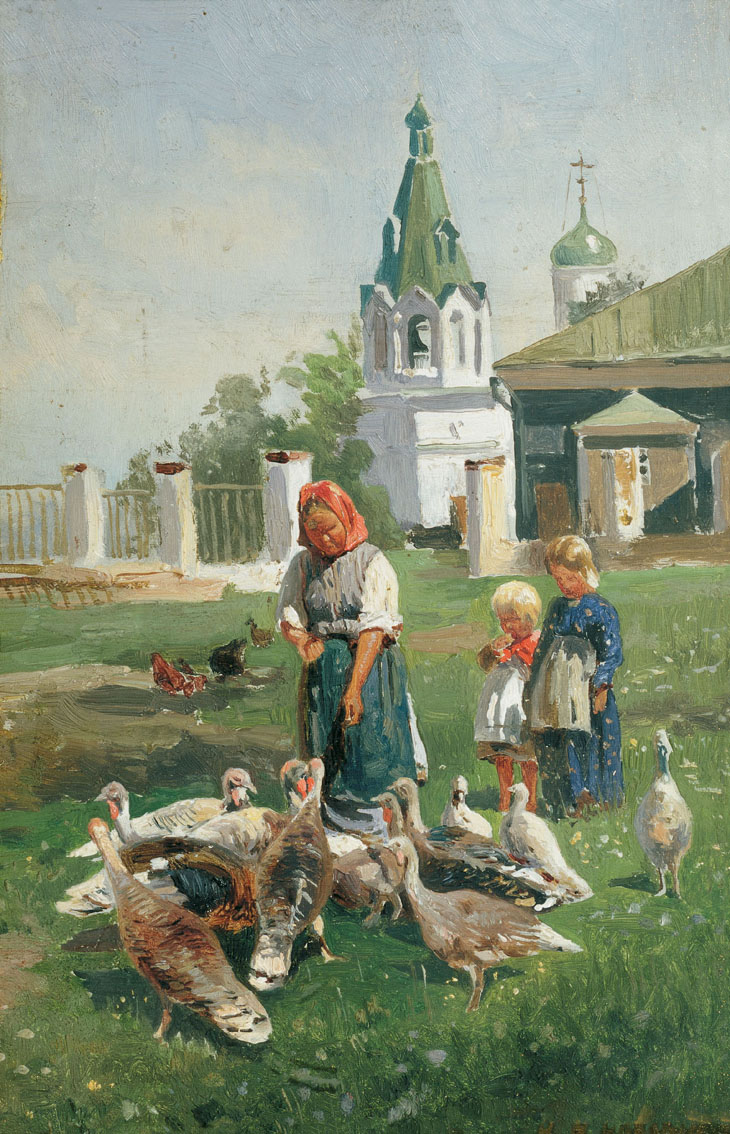
Nourriture pour les dindes, (avant 1886) — Kazan Tatarstan musée des beaux-arts.
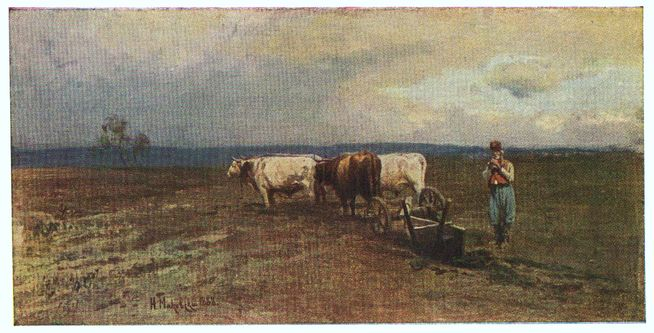
Sur les labours. Ukraine, (1872) — Galerie Tretiakov.
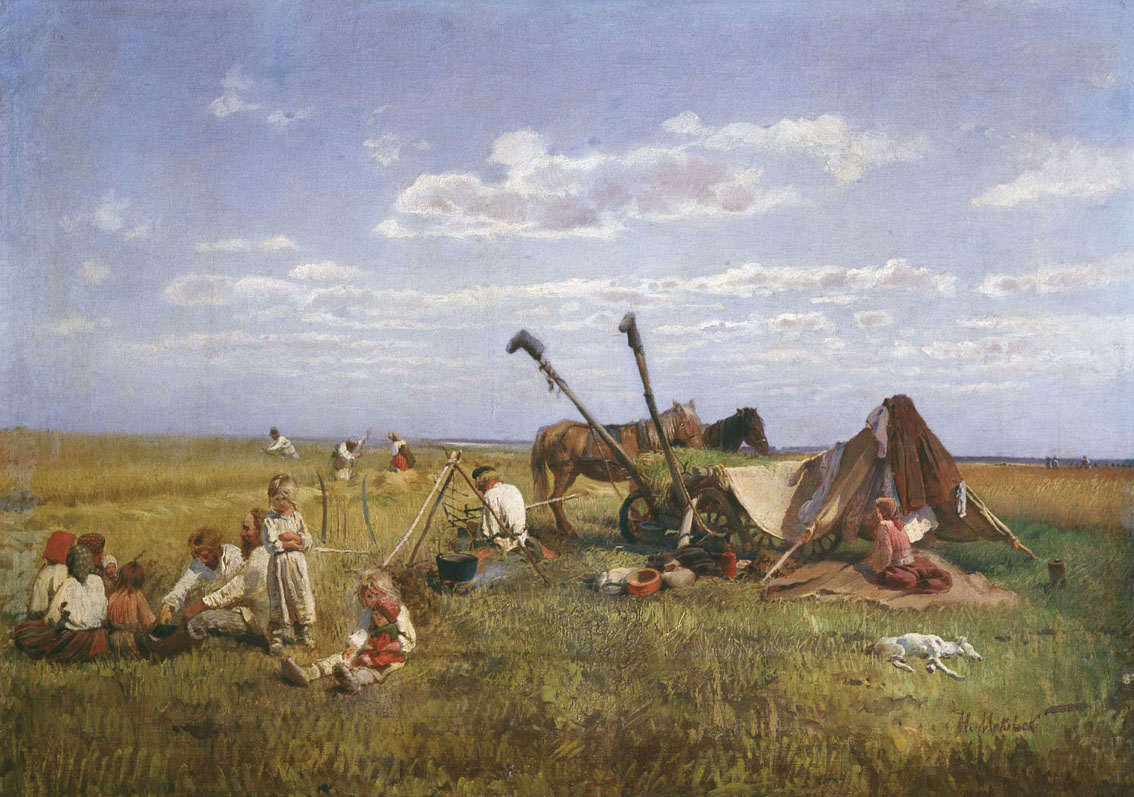
Repos pendant la récolte, (1871) — Odessa musée des beaux-arts.
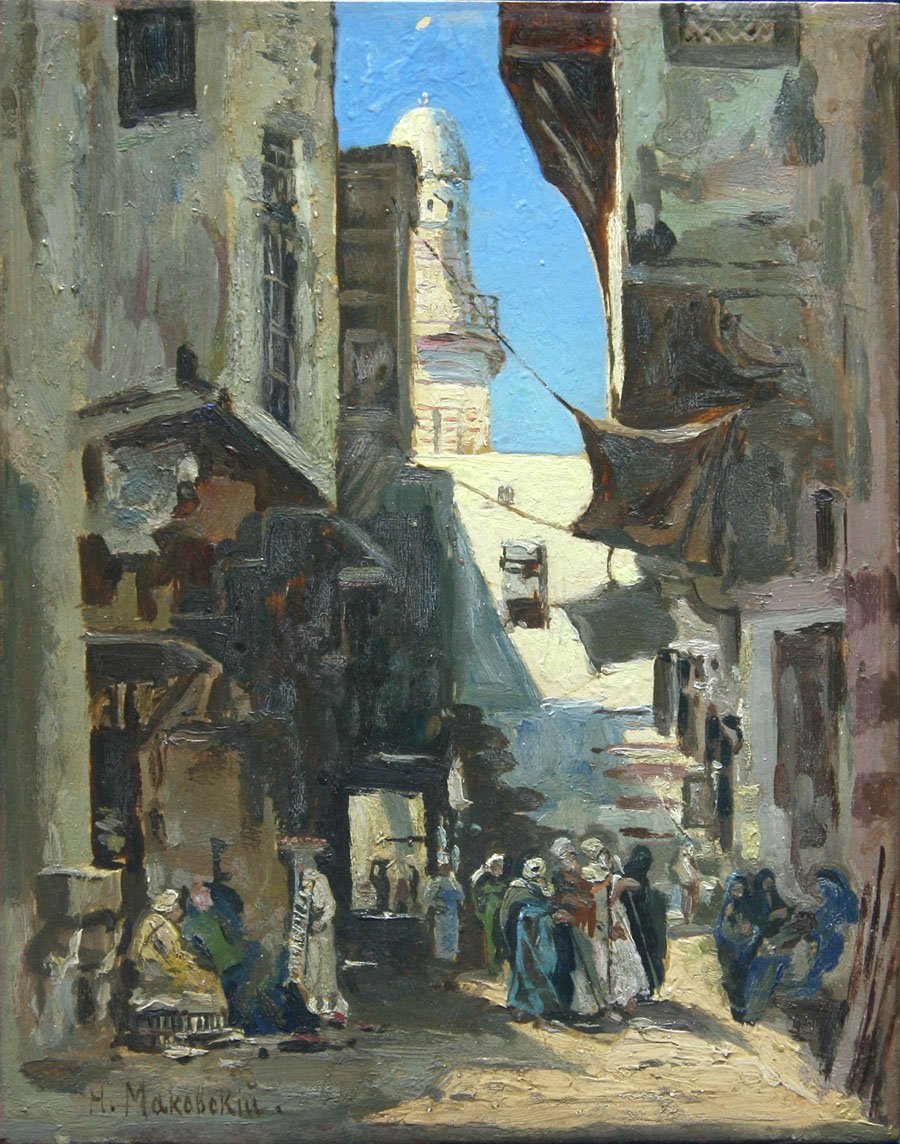
Ruelle au Caire, (avant 1880) — collection privée.
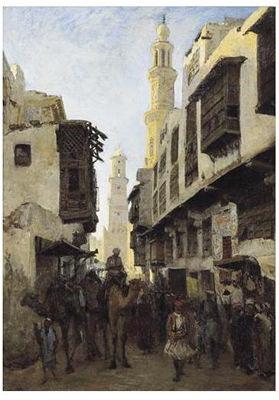
Rue Mouiz ad-Dinn Abou-l-Khariz au Caire, (avant 1886) — Collection privée.
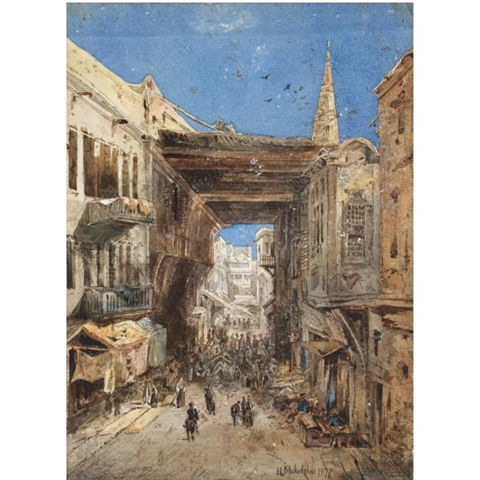
Scène de rue au Caire , (1877) — Collection privée.
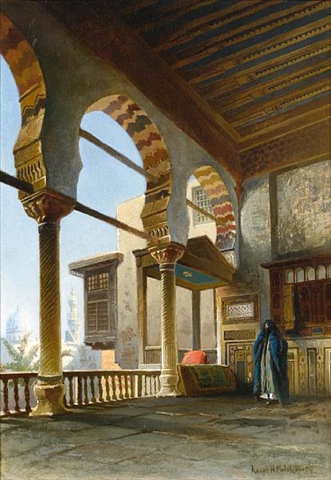
Terrasse au Caire , (1874) — Collectionprivée.
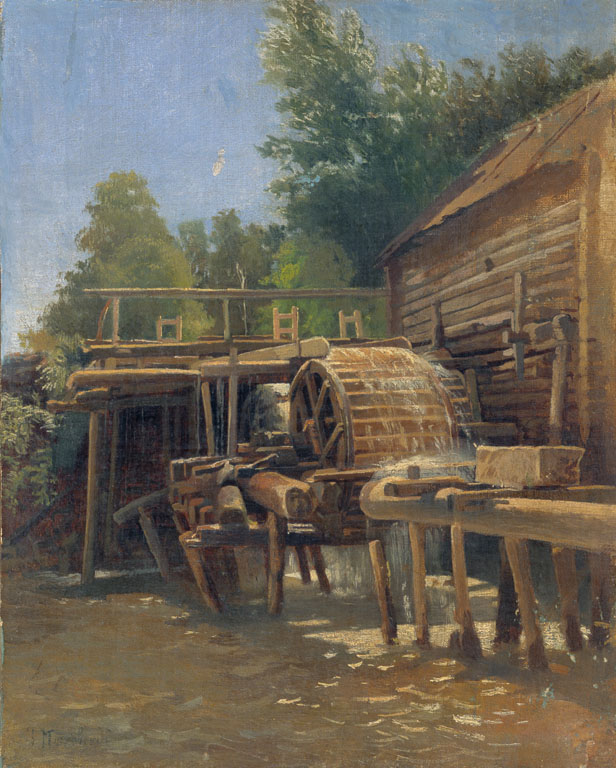
Moulin, (vers 1870—1880) — musée de Rybinsk.
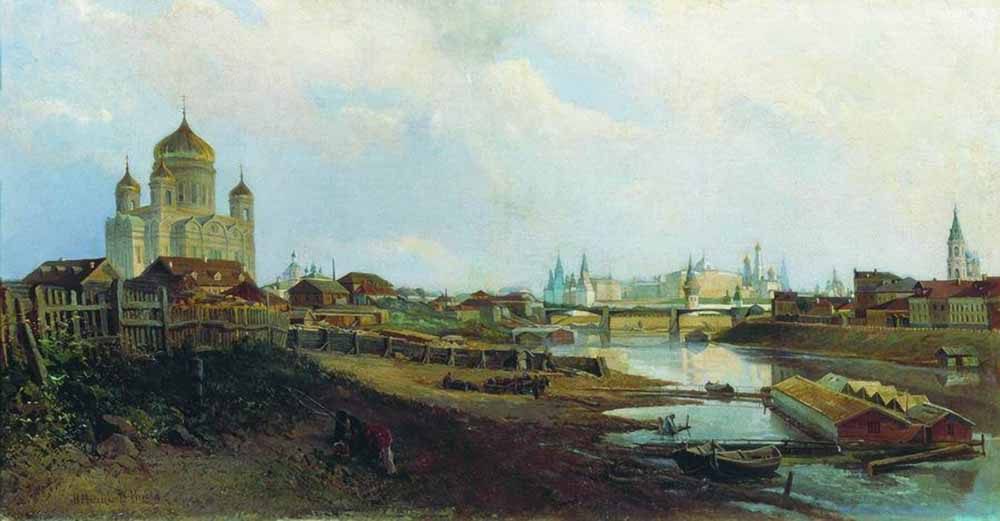
Zamoskvoretche (quartier), (1873) — Musée-réserve de Novgorod.
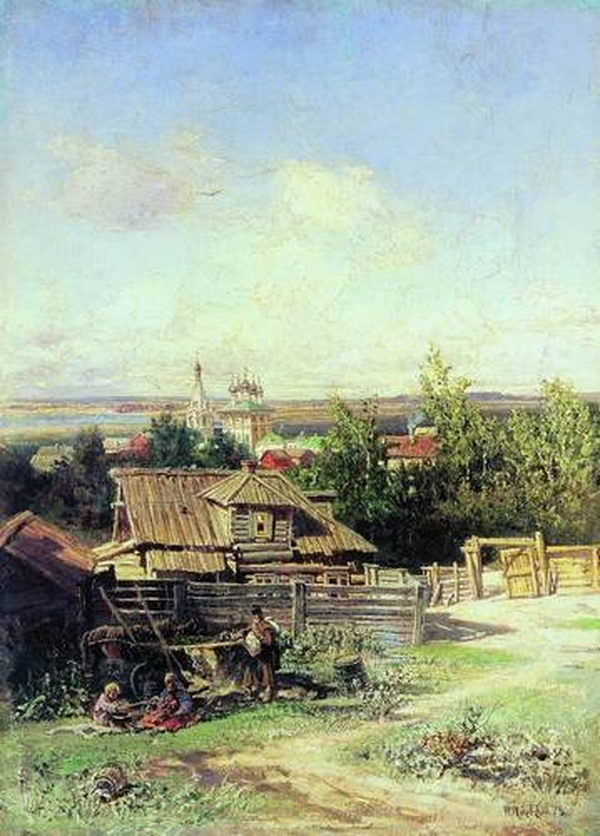
Vue de la Volga près de Nijni Nogorod, (1878) — Musée d'art de Iaroslavl.
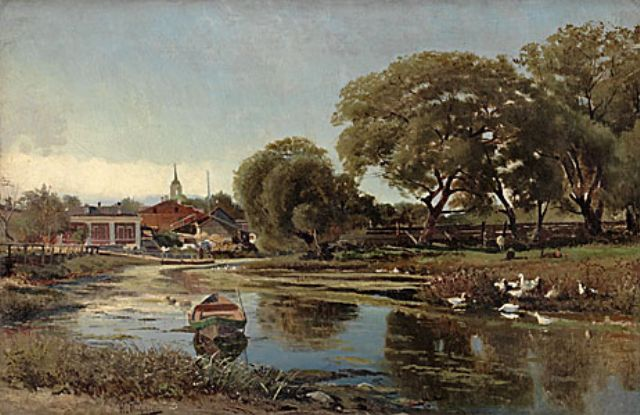
paysage de ville, (avant 1886) — Collection privée.
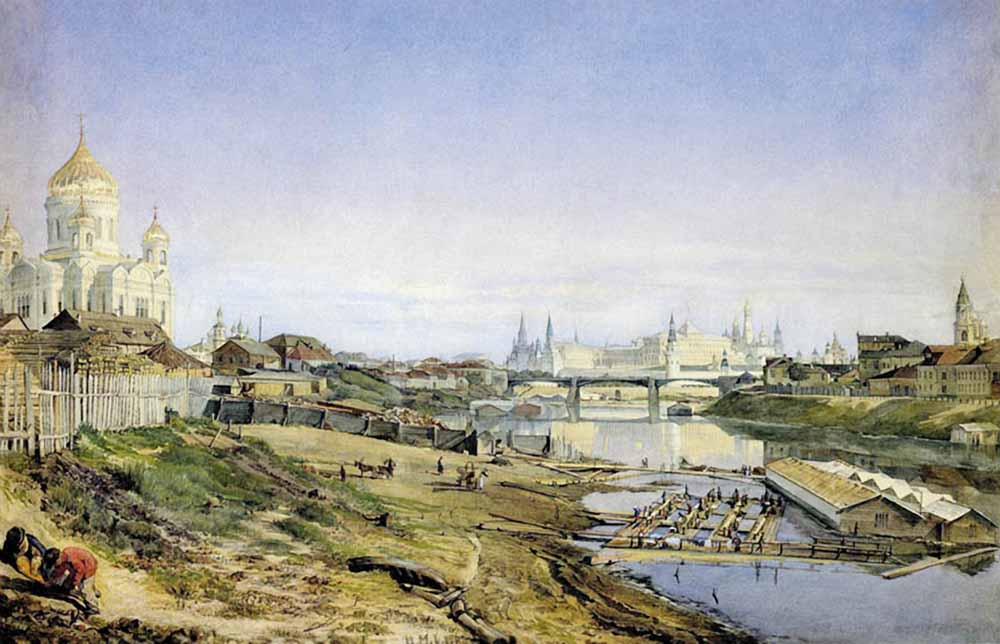
Vue des rives de la Moskova à la  Cathédrale du Christ-Sauveur de Moscou et le Pont Bolchoï Kamenny, (avant 1875) — Collection privée.

## Sources
- A.I. Somov / Сомов А. И., Encyclopédie Brockhaus et Efron/ Энциклопедический словарь Брокгауза и Ефрона: В 86 томах [« Энциклопедическій словарь »], t. XVIII (35) «Лопари – Малолетние преступники», Saint-Pétersbourg, Encyclopédie Brockhaus et Efron / Ф.А. Брокгауз (Лейпциг), И.А. Ефрон (Санкт-Петербург),‎ 1896, 480 p. (lire en ligne), Makovski /Маковский, p. 429